# Celeste Cardona
Maria Celeste Ferreira Lopes Cardona (ur. 30 czerwca 1951 w Anadii) – portugalska polityk i prawniczka, parlamentarzystka krajowa, eurodeputowana IV kadencji, od 2002 do 2004 minister sprawiedliwości.

## Życiorys
Ukończyła studia prawnicze na Uniwersytecie Lizbońskim, uzyskała na tej uczelni magisterium i doktorat. Pracowała jako nauczyciel akademicki na macierzystej uczelni oraz na Universidade Lusíada de Lisboa. Była także zatrudniona w centrum studiów podatkowych w ramach Ministerstwa Finansów. Długoletnia działaczka Centrum Demokratycznego i Społecznego – Partii Ludowej, wchodziła w skład zarządu tego ugrupowania. W latach 1997–1999 sprawowała mandat posłanki do Parlamentu Europejskiego IV kadencji. W 1999 i 2002 była wybierana na deputowaną do Zgromadzenia Republiki z okręgu Leiria.
Od 6 kwietnia 2002 do 17 lipca 2004 sprawowała urząd ministra sprawiedliwości w rządzie, którym kierował José Manuel Barroso. Po 2005 zrezygnowała z aktywności politycznej, zawodowo związana z sektorem bankowym (podejmowała pracę w Caixa Geral de Depósitos i w BCI), a także energetycznym w ramach Energias de Portugal.
Odznaczona Orderem Infanta Henryka w klasie Wielki Oficer (1998).